# ケンペリド
ケンペリド（ケンフェリド、kaempferide）は、O-メチル化フラボノールに分類される化学物質である。バンウコン (Kaempferia galanga) に含まれている。

## 代謝
ケンペロール 4'-O-メチルトランスフェラーゼはS-アデノシル-L-メチオニンとケンペロールを基質として、S-アデノシル-L-ホモシステインとケンペリドを生成する。

## 配糖体
イカリインはケンペリド 3,7-O-ジグリコシドのtert-アミルアルコール誘導体である。